# Mabel Julienne Scott

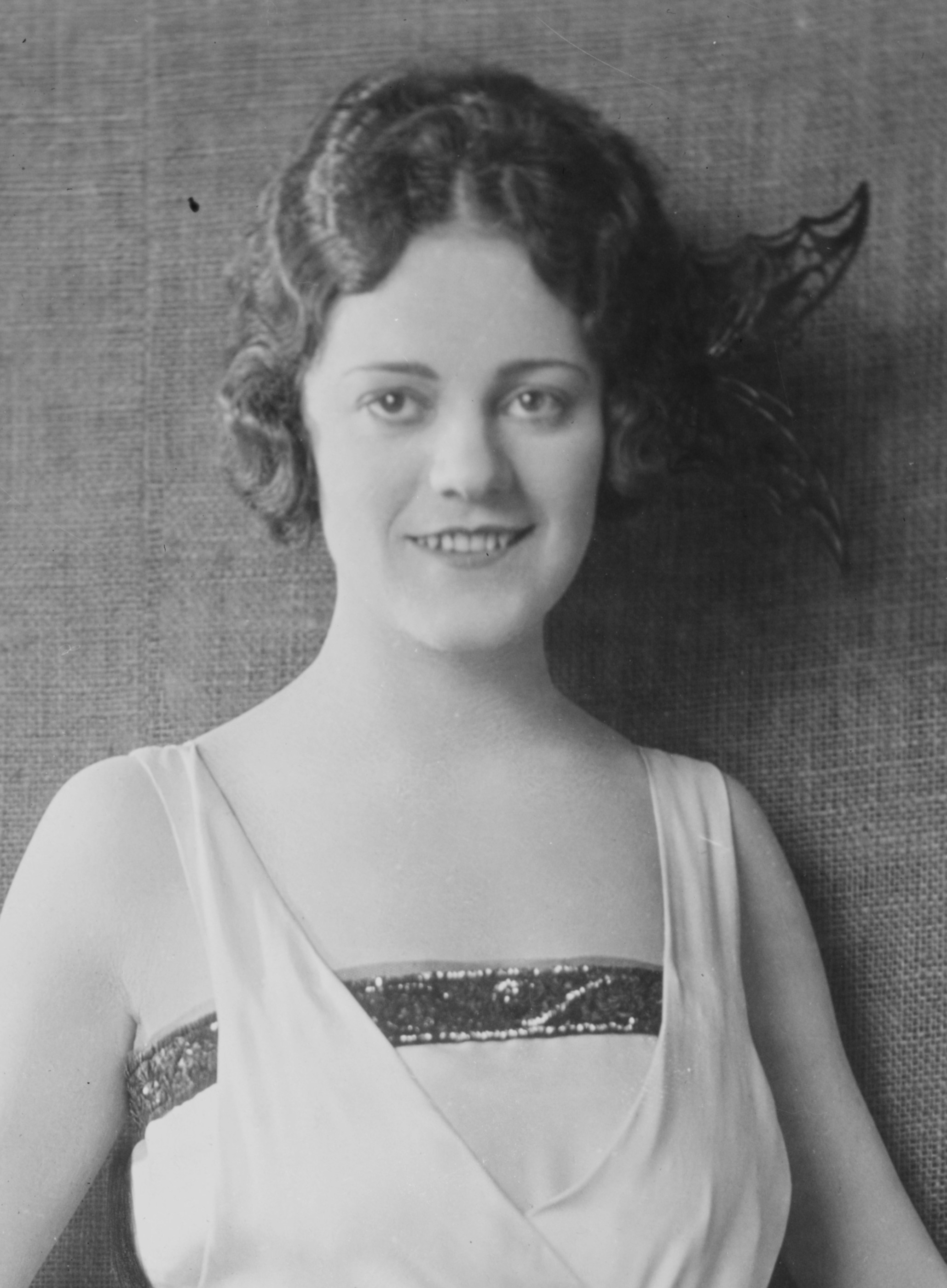
Mabel Julienne Scott

Mabel Julienne Scott (2 de novembro de 1892 – 1 de outubro de 1976) foi uma atriz norte-americana de cinema e teatro.
Mabel nasceu em Minneapolis e faleceu em Los Angeles, Estados Unidos.

## Filmografia selecionada
- The Round-Up (1920)
- Behold My Wife! (1920)
- The Abysmal Brute (1923)[2]
- The Frontier Trail (1926)
- Stranded in Paris (1926)